# Encephalartos heenanii
Encephalartos heenanii là một loài thực vật hạt trần trong họ Zamiaceae. Loài này được R.A.Dyer mô tả khoa học đầu tiên năm 1972.